# Liochlaena subulata
Liochlaena subulata là một loài rêu tản trong họ Jungermanniaceae. Loài này được (A. Evans) Schljakov miêu tả khoa học lần đầu tiên năm 1981.